# Tour de Pologne 2016 – 6. etap
6. etap kolarskiego wyścigu Tour de Pologne 2016 zaplanowano na 17 lipca. Miał on liczyć 194 kilometrów, a jego start oraz metę wyznaczono w Bukowinie Tatrzańskiej. Etap przerwano z powodu złych warunków pogodowych i uznano za nieważny, anulując wszystkie rozstrzygnięcia wynikłe w jego trakcie.
Etap miał składać się z pięciu pętli. W dniu startu padał ulewny deszcz, przez co ulicami płynęły strumienie wody, a na jezdniach zalegały naniesione przez nią kamienie oraz błoto. Z tego powodu najpierw etap skrócono do trzech pętli, potem do dwóch. Opóźniono również start z godziny 15:15 na 15:50. Kolarze przejechali jedno okrążenie, po czym etap został anulowany.

## Premie
Na 6. etapie miały być następujące premie:
| Rodzaj | Rodzaj          | Miejscowość     | Kilometry (od startu) | Kilometry (do mety) |
| ------ | --------------- | --------------- | --------------------- | ------------------- |
|        | Górska (I kat.) | Ząb             | 11,9 km               | 182,1 km            |
|        | Górska (I kat.) | Ściana Bukowina | 25,5 km               | 168,5 km            |
|        | Górska (I kat.) | Wierch Rusiński | 29,3 km               | 164,7 km            |
|        | Górska (I kat.) | Ząb             | 50,8 km               | 143,2 km            |
|        | Górska (I kat.) | Ściana Bukowina | 64,4 km               | 129,6 km            |
|        | Górska (I kat.) | Wierch Rusiński | 68,2 km               | 125,8 km            |
|        | Górska (I kat.) | Ząb             | 89,7 km               | 104,3 km            |
|        | Górska (I kat.) | Ściana Bukowina | 103,3 km              | 90,7 km             |
|        | Górska (I kat.) | Wierch Rusiński | 107,1 km              | 86,9 km             |
|        | Górska (I kat.) | Ząb             | 128,6 km              | 65,4 km             |
|        | Górska (I kat.) | Ściana Bukowina | 142,2 km              | 51,8 km             |
|        | Górska (I kat.) | Wierch Rusiński | 146,0 km              | 48,0 km             |
|        | Lotna           | Poronin         | 163,0 km              | 31,0 km             |
|        | Górska (I kat.) | Ząb             | 167,5 km              | 26,5 km             |
|        | Górska (I kat.) | Ściana Bukowina | 181,1 km              | 12,9 km             |
|        | Górska (I kat.) | Wierch Rusiński | 184,9 km              | 9,1 km              |

Wyniki wszystkich premii na tym etapie anulowano.

## Klasyfikacje po 6. etapie
Ze względu na anulowanie etapu klasyfikacje nie uległy zmianie.

### Klasyfikacja generalna
| Miejsce | Zawodnik        | Państwo           | Zespół            | Czas        |
| ------- | --------------- | ----------------- | ----------------- | ----------- |
|         | Tim Wellens     | Belgia            | Lotto Soudal      | 23h 16' 53" |
| 2.      | Davide Formolo  | Włochy            | Cannondale-Drapac | +4' 05"     |
| 3.      | Tiejs Benoot    | Belgia            | Lotto Soudal      | +4' 50"     |
| 4.      | Fabio Felline   | Włochy            | Trek-Segafredo    | +5' 04"     |
| 5.      | Albero Bettiol  | Włochy            | Cannondale-Drapac | +5' 12"     |
| 6.      | Andriej Zejc    | Kazachstan        | Astana Pro Team   | +5' 29"     |
| 7.      | Larry Warbasse  | Stany Zjednoczone | IAM Cycling       | +5' 38"     |
| 8.      | Rubén Fernández | Hiszpania         | Movistar Team     | +5' 44"     |
| 9.      | Matwiej Mamykin | Rosja             | Team Katusha      | +6' 16"     |
| 10.     | Davide Villela  | Włochy            | Cannondale-Drapac | +6' 25"     |

### Klasyfikacja punktowa
| Miejsce | Zawodnik           | Państwo  | Zespół             | Punkty |
| ------- | ------------------ | -------- | ------------------ | ------ |
|         | Moreno Hofland     | Holandia | Team LottoNL-Jumbo | 51     |
| 2.      | Tiejs Benoot       | Belgia   | Lotto Soudal       | 41     |
| 3.      | Alberto Bettiol    | Włochy   | Cannondale-Drapac  | 40     |
| 4.      | Michał Kwiatkowski | Polska   | Team Sky           | 34     |
| 5.      | Tim Wellens        | Belgia   | Lotto Soudal       | 32     |

### Klasyfikacja górska
| Miejsce | Zawodnik          | Państwo | Zespół                           | Punkty |
| ------- | ----------------- | ------- | -------------------------------- | ------ |
|         | Tim Wellens       | Belgia  | Lotto Soudal                     | 54     |
| 2.      | Alberto Bettiol   | Włochy  | Cannondale-Drapac                | 31     |
| 3.      | Paweł Cieślik     | Polska  | Verva ActiveJet Pro Cycling Team | 20     |
| 4.      | Giovanni Visconti | Włochy  | Movistar Team                    | 18     |
| 5.      | Maciej Paterski   | Polska  | CCC Sprandi Polkowice            | 14     |

### Klasyfikacja najaktywniejszych
| Miejsce | Zawodnik           | Państwo         | Zespół                           | Punkty |
| ------- | ------------------ | --------------- | -------------------------------- | ------ |
|         | Tim Wellens        | Belgia          | Lotto Soudal                     | 7      |
| 2.      | Jonas Koch         | Niemcy          | Verva ActiveJet Pro Cycling Team | 7      |
| 3.      | Diego Ulissi       | Włochy          | Lampre-Merida                    | 4      |
| 4.      | Simon Yates        | Wielka Brytania | Orica-BikeExchange               | 3      |
| 5.      | Michał Kwiatkowski | Polska          | Team Sky                         | 3      |

### Klasyfikacja drużynowa
| Miejsce | Zespół            | Państwo           | Czas        |
| ------- | ----------------- | ----------------- | ----------- |
| 1.      | Lotto Soudal      | Belgia            | 70h 03' 08" |
| 2.      | Cannondale-Drapac | Stany Zjednoczone | +3' 16"     |
| 3.      | Movistar Team     | Hiszpania         | +19' 43"    |
| 4.      | BMC Racing Team   | Stany Zjednoczone | +23' 29"    |
| 5.      | Team Katusha      | Rosja             | +35' 10"    |